# Café Tomaselli
Il Café Tomaselli in Alter Markt nella capitale di stato federato Salisburgo è il più vecchio Café ancora in funzione di Austria. La sua storia risale al 1700. È proprietà della famiglia Tomaselli dal 12 marzo 1852.

## Storia

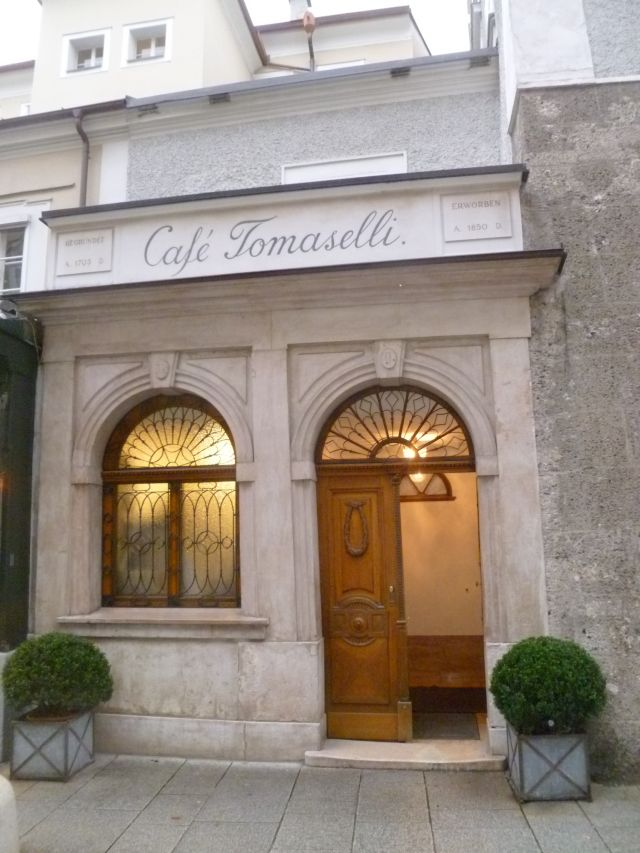
Ingresso laterale del Café Tomaselli (con l'anno di fondazione erroneo)

Il Café è stato fondato nel 1700, benché 1703 sia la data iscritta sulla facciata. L'iniziatore fu Johann Fontaine che ricevette il permesso da parte delle autorità, per la prima volta, di erigere un Café a Salisburgo. All'inizio si trovava nella Goldgasse ed era soprattutto un punto d'incontro per studenti. Nel 1764, i diritti di gestire il Café furono acquisiti da Anton Staiger, che spostò il Café nella sua posizione attuale; il nome del Café era allora Staiger. Staiger era il maggiordomo dell'arcivescovo Sigismund III von Schrattenbach. Trasformò il Café in un distinto stabilimento per l'alta borghesia. Persino Mozart fu spesso ospite nello Staiger, come notava nei suoi scritti. Anche Michael Haydn apparteneva alla cerchia degli amici dello Staiger. Anche la vedova di Mozart, risposata Constanze von Nissen, visse in questa casa dal 1820 al 1826.

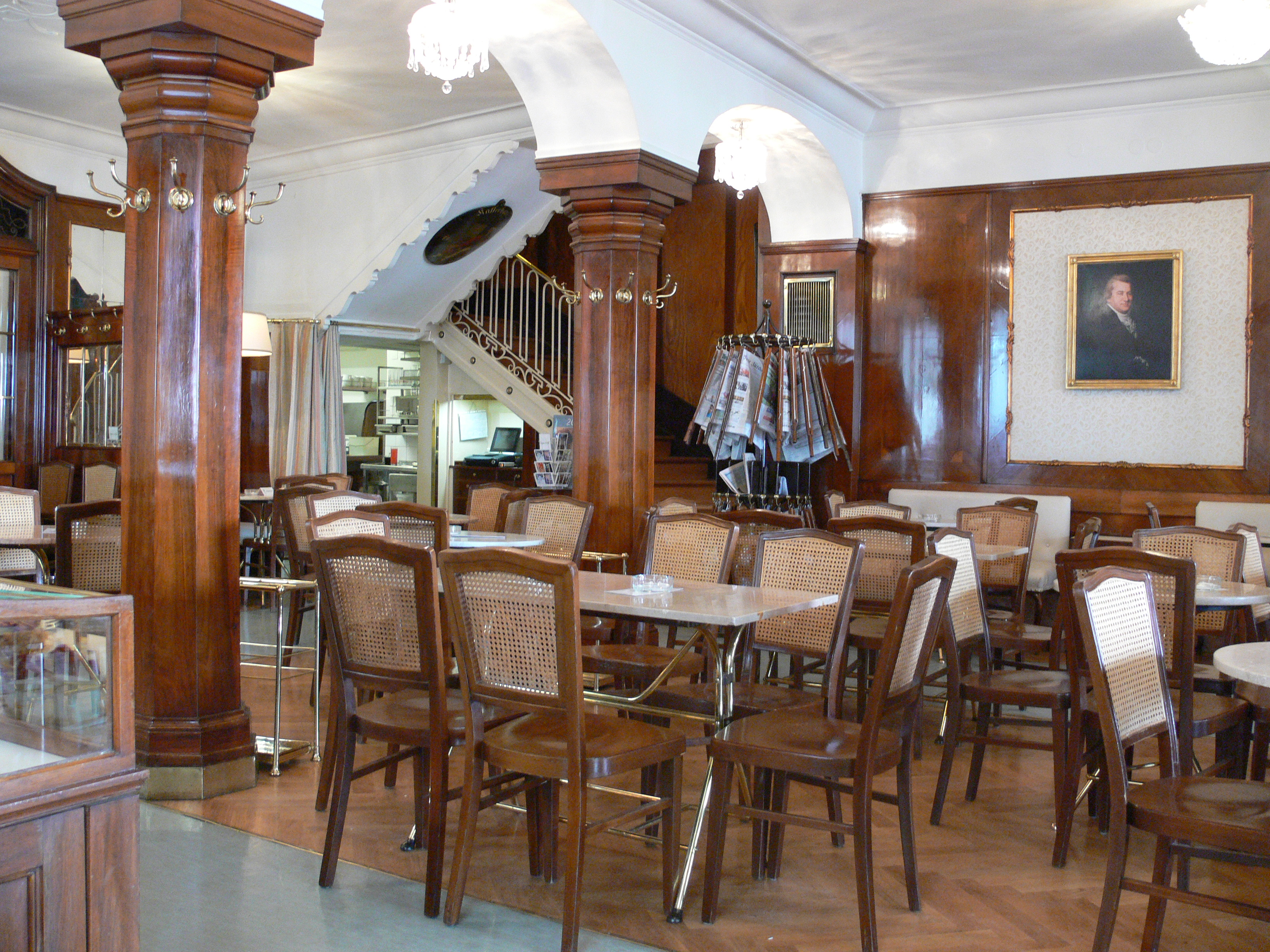
Interiore del Café Tomaselli

Dopo la morte di Anton Staiger il 2 gennaio 1781, suo figlio Franz Anton riprese il Café e lo ingrandì acquistando due negozi. Dopo la sua morte, nel 1819, venne a suo figlio Josef, che presto lo affidò agli inquilini. Nel 1852 Johanna Staiger vendette il Café al pasticciere Carl Tomaselli, figlio del tenore Giuseppe Tomaselli da Milano. La famiglia frequentava la famiglia di Wolfgang Amadeus Mozart. Tomaselli ha ampliato la gamma esistente di caffè, tè e cacao con il gelato. Nel 1859 fu aperto un chiosco, il Tomaselli-Kiosk, di fronte al Café, che è ancora un luogo di incontro per gente colta in estate. Alcuni anni più tardi, Tomaselli allestì una seconda sala con biliardo e giochi, che nel 1891 divenne poi il salone delle signore (Damensalon); fino ad allora, la frequentazione era stata riservata esclusivamente agli uomini. Nel 1937/38 fu costruita la terrazza Tomaselli secondo i piani dell'architetto Otto Prossinger. Altrimenti il Café è rimasto in gran parte invariato.
Dopo la seconda guerra mondiale, il caffè è stato confiscato per diversi anni dagli statunitensi e in una certa misura operato sotto il nome di Forty Second Street Café come un negozio di caffè americano (Coffee-Shop). Nel 1950, tuttavia, fu restituito alla famiglia Tomaselli. Il caffè è ora (2015) gestito dalla famiglia nella sua quinta generazione.